# Svábfalva
Svábfalva (1899-ig Svabócz, szlovákul: Švábovce, németül: Schwabsdorf) község Szlovákiában, az Eperjesi kerületben, a Poprádi járásban.

## Fekvése
Poprádtól 5 km-re délkeletre, a Hernád és a Poprád között fekszik.

## Története
Területe már a kora bronzkorban lakott volt.
A 10-11. században vár is állt itt. A falu a 13. század első felében keletkezett, 1268-ban „villa Sweui” néven Fülöp esztergomi érsek oklevelében említik először. 1294-ben a Sváby család szerezte meg, amely névadója is lett. Ekkor „Suap” néven szerepel II. András király adománylevelében. Szent Fülöp és Jakab apostolok tiszteletére szentelt temploma ekkor már állt. A 16. századtól egyike volt a Szepesség legtöbb adót fizető falvainak. A Svábyaktól 1578-ban a Horváth-Stanczitz család vásárolta meg. 1598-ban temploma szerepel a szepesi káptalan vizitációjában. 1635-ben 14 jobbágy és 16 zsellérház állt a községben. 1787-ben 44 házában 272 lakos élt.
A 18. század végén Vályi András így ír róla: „SVABÓCZ. Schwabsdorf. Tót falu Szepes Várm. földes Urai Horvát Stancsics Uraságok, lakosai katolikusok, fekszik Strázsa, és Kisótz között; határja középszerű, lenet haszonnal termesztenek lakosai.”
1828-ban 42 háza és 305 lakosa volt.
Fényes Elek 1851-ben kiadott geográfiai szótárában így ír a faluról: „Svabócz, tót falu, Szepes vgyében, Poprádhoz keletre egy órányira, 69 kath., 227 evang. lak. Jó föld. Gyolcsszövés. Két vizimalom. Kathol. paroch. templom. F. u. Marjássy. Ut. p. Horka.”
Az 1870-es években határában mangánércet bányásztak. A trianoni diktátumig Szepes vármegye Szepesszombati járásához tartozott.

## Népessége
| Év:            | 1994. | 2004.    | 2014.    | 2024.    |
| -------------- | ----- | -------- | -------- | -------- |
| Emberek száma: | 929   | 1081     | 1431     | 1670     |
| Eltérés:       |       | +16,36 % | +32,37 % | +16,70 % |

| Év:            | 2023. | 2024.   |
| -------------- | ----- | ------- |
| Emberek száma: | 1643  | 1670    |
| Eltérés:       |       | +1,64 % |

1910-ben 325, többségben szlovák anyanyelvű lakosa volt, jelentős cigány kisebbséggel.
2001-ben 994 lakosából 906 szlovák és 71 cigány volt.
2011-ben 1228 lakosából 1185 szlovák volt.
2021-ben 1589 lakosából 2 magyar, 45 (+76) cigány, (+1) ruszin, 1513 (+15) szlovák, 15 (+2) egyéb és 14 ismeretlen nemzetiségű volt.

## Neves személyek
- Itt született 1690 körül Ignati György ágostai evangélikus lelkész.
- Itt született 1833-ban Bielek Miksa gépészmérnök, műegyetemi tanár.
- Itt született 1915-ben Ján Juraj Korenko író, katonatiszt.
- Innét származik Michal Korenko
- Itt szolgált Daniel Štefan Veselý (1929-2000) evangélikus lelkész, történész.

## Nevezetességei
- Szent Fülöp és Jakab apostoloknak szentelt gótikus, római katolikus templomát a 13. század első felében építették. Szentélyében 14. századi festmények vannak.
- Evangélikus temploma 1806-ban épült klasszicista stílusban.